# 汪坤厚
汪坤厚（？—？），浙江萧山人，清朝政治人物。监生出身。
汪坤厚曾于1871年接替金福曾任娄县知县一职，1874年由徐景福接任。